# 韓盛
韓盛（？—564年），字文熾，南陽堵陽人，南北朝西魏及北周官員。
韓盛五世祖韓遠曾擔任鄭縣縣令，故移居京兆渭南；曾祖韓良為舉秀才，擔任奉朝請、姑臧令；祖父韓與曾為北魏儻城郡守，贈官直州刺史；父親韓先藻則擔任過安夷鄜城二郡守，贈官鎮遠將軍、義州刺史。
韓盛年少就有操行，能文能武，臂力過人。西魏大統初年以開府行參軍起家，轉任參軍事。他跟從李遠連年征討，累下戰功，遷至都督、輔國將軍、中散大夫、帥都督、持節、平東將軍、太中大夫、銀青光祿大夫、大都督。北周周明帝二年（558年）受封臨湍縣子，食邑三百戶。保定四年（564年），韓盛獲授使持節、車騎大將軍、儀同三司、虞部下大夫，出任新平郡守。他在郡守任內保持清靜，嚴厲而不殘忍，撫恤孤貧，抑制豪強，賊盜都停息了，令新平郡治安很好。不久以本官跟隨晉公宇文護討伐北齊，在洛陽戰死，朝廷贈官淅洛義三州刺史，諡曰壯，子韓謙嗣爵。